# Виктор Астафьев. Весёлый солдат
«Виктор Астафьев. Весёлый солдат» — российский документальный фильм (2010, реж. Андрей Зайцев).

## Сюжет
В центре фильма — интервью российского прозаика В. П. Астафьева, в котором тот делится воспоминаниями о Великой Отечественной войне.

## Награды
- Золотой орёл за лучший неигровой фильм.
- Лавровая ветвь за лучший полнометражный неигровой телевизионный фильм.
- Приз зрительских симпатий фестиваля документального кино «Флаэртиана».